# ان‌جی‌سی ۹۵۳
ان‌جی‌سی ۹۵۳ (انگلیسی: NGC 953) نام یک کهکشان در صورت فلکی سه‌سو است.